# Philippine Pachl
Philippine Pachl (* 22. Juni 1984 in Bayreuth) ist eine deutsche Schauspielerin.

## Werdegang
Nach dem Abitur am Ernst-Mach-Gymnasium Haar studierte Philippine Pachl Theaterwissenschaften in München und schloss 2009 am Mozarteum in Salzburg ihr Schauspielstudium ab.
Schon zur Schul- und Studiumszeit wirkte Pachl in zahlreichen Kino- und Fernsehproduktionen mit. So spielte sie unter anderem an der Seite von Senta Berger, Jürgen Vogel und Barbara Rudnik.
Neben ihren Arbeiten vor der Kamera war Philippine Pachl während des Studiums auch auf der Bühne zu sehen. Am Theater Augsburg spielte sie u. a. in Kasimir und Karoline die Elli; in Krankheit der Jugend die Marie und in Silbersee von Kurt Weill. Beim Open-Air-Theater Poetenpack Potsdam spielte sie unter der Regie von Justus Carriére
in Kleists Amphitryon die Alkmene.
Von 2011 bis 2014 hatte sie ein Engagement am Landestheater Coburg, von der Spielzeit 2014/15 bis 2018/2019 war Pachl Ensemblemitglied am Schauspiel Wuppertal.

## Filmografie (Auswahl)
- 2000: Der Bulle von Tölz: Schöne, heile Welt (Fernsehserie, eine Folge)
- 2002: Schulmädchen (Fernsehserie, eine Folge)
- 2002: Verlorenes Land
- 2003: Unter Verdacht (Fernsehserie, eine Folge)
- 2003, 2008, 2014: Die Rosenheim-Cops (Fernsehserie, drei Folgen)
- 2005: Oktoberfest
- 2005: Hallo Robbie! (Fernsehserie, eine Folge)
- 2006, 2008: SOKO 5113 (Fernsehserie, 2 Folgen)
- 2007: Weißt was geil wär…?!
- 2008: Die Rosenheim-Cops (Fernsehserie, Folge Ein letzter Drink)
- 2011: Bella und der Feigenbaum
- 2013: Frauenherzen
- 2014: Die Garmisch-Cops (Fernsehserie, eine Folge)
- 2018: Rentnercops (Fernsehserie, eine Folge)
- 2019: Alarm für Cobra 11 – Die Autobahnpolizei (Fernsehserie, eine Folge)
- 2021: Ein Fall für zwei (Fernsehserie, eine Folge)
- 2023: SOKO Köln (Fernsehserie, Folge Ruhe sanft)
- 2023: Plünderich
- 2024: Zeit Verbrechen (Miniserie, Folge Der Panther)